# 馮一經
馮一經（1584年—？年），字羽明，號楚瀛，河南汝寧府光州人，民籍。

## 生平
甲申五月二十六日生，行一，治《詩經》，由學生中式庚子河南鄉試第二十六名舉人，年二十六歲中式萬曆三十八年庚戌科會試一百九十五名，第三甲第一百三十名進士。工部觀政，授山東東昌府堂邑縣知縣，四十一年調聊城縣。遷河南颍上县。

## 家族
曾祖馮剴；祖馮時和；父馮弁，壽官；母胡氏。具慶下。兄嘉會（增生）；一中（庠生），弟一躍；一漸；一開。子元丙；元戊；元辛；元壬；元癸；元寅。